# امپراتور افسانه‌ها (مجموعه تلویزیونی)
امپراطور افسانه‌ها (با نام اصلی پادشاه افسانه یا  پادشاه گون‌چوگو، (کره‌ای‌: هانگول: 근초고왕, هانجا: 近肖古王) یک مجموعه تلویزیونی تاریخی کره‌ای است که در سال ۲۰۱۰ از شبکه کی‌بی‌اس۱ پخش شد. این مجموعه به موضوع تأسیس سلسله بکجه و حکومت سیزدهمین پادشاه آن، پادشاه گون‌چوگو فرزند پادشاه بیریو و جنگ‌هایش با شانزدهمین پادشاه گوگوریو، گگوگوون می‌پردازد. این مجموعه بر اساس منابع تاریخی موجود در کتاب‌های سامگوک ساگی و سامگوک یوسا ساخته شده‌است. پس از وی فرزندش پادشاه گون‌گوسو به پادشاهی رسید.
این مجموعه تلویزیونی برای نخستین بار در ایران در۲ دی ۱۴۰۲ از شبکه تماشا به روی آنتن رفت.

## خلاصه داستان
این درام داستان یک پادشاه جنگجوی بکجه را روایت می‌کند. تحت فرمانروایی او، پادشاهی روزهای شکوه خود را تجربه کرد، با فتوحات نظامی که باعث شد او بیشتر شبه جزیره کره را کنترل کند و متعاقباً قدرت سیاسی بکجه را تقویت کرد که بزرگ‌ترین اوج قدرت بکجه بود. ویدئوی اولیه به سئول ۲۰۱۰ در سایت پونگناپتوسونگ اشاره می‌کند و سپس به ۱۷۰۰ سال به هانسونگ، بکجه اشاره می‌کند که در آن سوژه اعلام می‌کند پادشاهی جدیدی در آن سرزمین در نزدیکی دریای غربی ایجاد می‌کند. بویو گو، شاهزاده برکنار شده، به زندگی نمک فروش تبعید می‌شود تا هر گونه ترسی را که او پسر دوم است، برای تصاحب تاج و تخت سرکوب کند. فیلم در مورد بازگشت بویو گو به پادشاهی صحنه‌های جنگ حماسی بسیاری را با گوگوریو نشان می‌دهد که احساس می‌کند پادشاهی از او دزدیده شده و بکجه را فریب می‌دهد.

## بازیگران
- کام وو سونگ در نقش شاهزاده بویو گو، پسر دوم پادشاه بیریو (بعد شناخته شده در نقش پادشاه گون‌چوگو، سیزدهمین پادشاه بکجه)
- کیم جی‌سو در نقش بویو هوا، دختر پادشاه گیه (بعد ملقب به سوسوکدانگ؛ ملکه اول گون‌چوگو و مادر بویو سو)
- لی جونگ‌وون در نقش پادشاه سایو یا گگوگوون (شانزدهمین پادشاه گوگوریو)
- لی جی هون در نقش هه‌گون (پسر جواپیونگ هه‌نیونگ)
- آن جه مو در نقش جین‌سونگ (پسر جواپیونگ جین‌جونگ)

- لی سه اون در نقش وی (جین) هونگران، خواهر وی بیرانگ (بعد ملقب به وانولدانگ؛ ملکه دوم گون‌چوگو و مادر بویو گون و بویو جین)
- یون سونگ‌وون در نقش پادشاه بیریو (پدر گون‌چوگو، یازدهمین پادشاه بکجه)
- سو این سوک در نقش هوکگونگ گوک ساهول (پدر پادشاه بیریو)
- چوی میونگ‌گیل در نقش هه‌بی هه سوسول (اولین ملکه بیریو؛ همچنین شناخته شده در نقش وانولدانگ؛ مادر بویو چان، بویو هوی و بویو سان)
- کیم دو‌یون در نقش جین‌بی جین ساها (ملکه دوم بیریو؛ همچنین شناخته شده در نقش سوسوکدانگ، مادر بویو گو و بویو مونگ)
- لی جونگ‌سو در نقش بویو چان (پسر ارشد و اولین ولیعهد پادشاه بیریو)
- لی بیونگ‌ووک در نقش بویو هوی (پسر دوم پادشاه بیریو، فرمانده ارتش ویساگون)
- کیم ته‌هون در نقش بویو سان (پسر سوم پادشاه بیریو)
- هان جین‌هی در نقش پادشاه گیه (شناخته شده در نقش بویو جین، پسر دهمین پادشاه بکجه، پادشاه بونسو، بعد دوازدهمین پادشاه بکجه)
- آن شین‌وو در نقش بویو مین (پسر ارشد پادشاه گیه)
- چوی جی‌نا در نقش سوک‌راهه (همسر بویو مین)
- هوانگ دونگ‌جو در نقش بویو مون (پسر دوم پادشاه گیه)
- کیم بو‌می در نقش سو هه‌بی (همچنین شناخته شده در نقش سوسوکدانگ؛ همسر پادشاه گیه و مادر بویو هوا)
- جونگ وونگ‌این در نقش وی بیرانگ، (رهبر دانبئومهوئه؛ پسر بزرگ پادشاه مایئو بویوی شرقی قدیم)
- کانگ سونگ‌جین در نقش پایون (یار بویو گو)
- کیم هیو‌ون در نقش جواپیونگ جین جئونگ (رهبر خاندان‌ جین)
- کیم گی‌بوک در نقش جواپیونگ هائه نیونگ (رهبر خاندان هائه)
- کیم هیونگ‌ایل در نقش جین گودو (ژنرال ویساگون؛ پدر بانو جین‌آی همسر بویو سو)
- جونگ یی‌کاپ در نقش بو گون‌ته (رهبر مالگال)
- کیم اونگ‌سو در نقش جوبول (وزیر اعظم گوگوریو)
- جون بیونگ‌اوک در نقش ژنرال کو ناجا (فرمانده ارتش گوگوریو)
- پارک چول‌هو در نقش کو چیسو (ژنرال ارتش گوگوریو)
- ون سوک‌یون در نقش سو (وزیر گوگوریو)
- کیم جو‌یونگ در نقش اونجو (پسر دوم سوسانو و اولین پادشاه بکجه)
- لی دوک‌هوا در نقش پادشاه جومونگ (گو جومونگ، اولین پادشاه گوگوریو)
- جونگ ئه‌ری در نقش سوسانو (همسر دوم پادشاه جومونگ، بعد مؤسس بکجه)
- پارک جونگ‌وو در نقش یوری (بعد شناخته شده در نقش دومین پادشاه گوگوریو)
- هان جونگ‌سو در نقش بوک گوگئوم (یار بویو گو، بعد شناخته شده در نقش موک ناگئومجا)
- یوم کیونگ‌وان در نقش نامان
- جئون گوانگ‌جین در نقش ساگی (پسر دالسول سا چونگسئون)
- اوه سونگ‌یون در نقش بویو گون (دومین پسر و اولین ولیعهد پادشاه گون‌چوگو)
- هونگ‌ این‌‌یونگ در نقش شاهزاده جینگو
- هام اون‌جونگ در نقش جین آی (دختر جین گودو، همسر بویو سو)
- کیوری در نقش بویو جین (تنها دختر پادشاه گون‌چوگو)
- سئو هیون سوک[۴] در نقش بویو کوانگ پسر بویومین
- لی این در نقش آجیکای
- پارک گون‌ایل در نقش سوک‌کوپ (بویو سو) پسر ارشد پادشاه گون‌چوگو (بعد شناخته شده در نقش پادشاه گون‌گوسو، چهاردهمین پادشاه بکجه)
- جونگ هونگ‌چه در نقش دوگو (ژنرال جاموا، یک ژنرال در ارتش بکجه، و بعد شناخته شده در نقش موک گوهائه)
- جین سونگ در نقش پادشاه سوسوریم (هفدهمین پادشاه گوگوریو)
  - جونگ یون‌سوک در نقش گوبو (جوانی پادشاه سوسوریم، هفدهمین پادشاه گوگوریو)
- جونگ جه‌گون در نقش مورونگ‌ چوی (فرزند پادشاه سلسله یان سابق: مورونگ هوآنگ و ژنرالی از سلسله یان سابق به رهبری چینی‌های ژیان‌بی)
- پارک گرینا در نقش دان دان یی[۵] (ندیمه مخصوص بویو هوا، بعد مادرخوانده بویو سو)
- جونگ اویی گاپ در نقش بو گون‌ته[۵]
- آن سوک هوان در نقش کو هیونگ[۵] (دارنده مهر سلطنتی یه، بعد مشاور پادشاه گون‌چوگو)
- جونگ جی آه در نقش چی هی[۵] (دوست وی هونگران و جزئی از افراد وی بیرانگ در لیائوژی، بعد ندیمه مخصوص وی هونگران)